# Kollagen-Hydrolysat
Kollagen-Hydrolysat wird aus Kollagen gewonnen und ist rechtlich gesehen ein Lebensmittel. Eine spezielle Form von Kollagen-Hydrolysat findet häufig Verwendung in Nahrungsergänzungsmitteln. Kollagen ist ein extrazelluläres Strukturprotein, also ein Eiweiß, das für die Festigkeit und die Flexibilität des Bindegewebes verantwortlich ist. Es macht 25 % bis 30 % des Proteins von Tieren und Menschen aus.
Unter physiologischen Bedingungen ist Kollagen nicht löslich, kann jedoch durch Wärme, Basen oder schwache Säuren hydrolysiert werden.
Wird ein derartig hydrolysiertes Kollagen gereinigt, konzentriert, sterilisiert, getrocknet und gemahlen, entsteht daraus Gelatine. Gelatine kann erhebliche Mengen Wasser binden, daher wird sie häufig bei Lebensmitteln und Arzneimitteln eingesetzt.
Im Gegensatz zur Gelatine handelt es sich bei Kollagen-Hydrolysat um enzymatisch hydrolysierte Kollagene, welche in Wasser löslich sind. Sie sind jedoch gut dispergierbar und emulsionsstabilisierend, weshalb sie in Haarkosmetika zur Verbesserung der Trocken- und Naßkämmbarkeit oder des Haarglanzes eingesetzt werden oder zur Verbesserung der Absorption von Färbemitteln auf Haaren und Wolltextilien. Weiterhin wird Kollagen-Hydrolysat in der Kosmetik bei topischen Pflegecremes verwendet, um die Feuchtigkeit länger in der Haut zu halten. Die größte Verwendung von Kollagen-Hydrolysat ist in Produkten, die einen hohen Proteingehalt aufweisen. Da anders als bei anderen Proteinen praktisch kein Allergenrisiko besteht und sich klare, nicht bittere Getränke damit herstellen lassen, sind sie in Proteinpulvern, -getränken oder auch -riegeln, weit verbreitet. Im Lebensmittelbereich werden sie eingesetzt, in der Fleischwarenindustrie sowie in der Süßwaren- und Getränkeindustrie, in der Pharmazie darüber hinaus vor allem als Tablettierungsmittel, Umhüllungsagens und Füllmittel. Kollagen-Hydrolysat wird auch in Nahrungsergänzungsmitteln eingesetzt, um eine verbesserte Nährstoffversorgung der Gelenke mit gut verwertbaren Kollagen-Peptiden sicherzustellen und so den Wiederaufbau von geschädigtem Knorpelgewebe zu ermöglichen.

## Wirkung
Vertreiber von Nahrungsergänzungsmitteln setzen Kollagen-Hydrolysate ein, welche Kollagen-Peptide enthalten, die als essentielle Nährstoffe Aufbau, Erhalt und Regeneration von belastetem oder beschädigtem Knorpelgewebe bereits nach oraler Aufnahme ermöglichen sollten. Diese speziellen Kollagen-Hydrolysate regen die Knorpelzellen des Körpers an, vermehrt Knorpelgewebe zu bilden. Kollagen-Hydrolysate werden zur Prävention und Therapie von Knorpelverschleiß in den Gelenken eingesetzt. Bei betroffenen Patienten soll die Einnahme von Kollagen-Hydrolysat zu einer Schmerzreduktion und Verbesserung der Gelenkbeweglichkeit führen. Ein weiteres Anwendungsgebiet für Kollagen-Hydrolysate mit kurzkettigen Kollagen-Peptiden ist die Stimulation der Hautregeneration mit Verbesserung der Hautgesundheit. Die Trinkkollagene werden ebenfalls als Nahrungsergänzungsmittel verabreicht und können anders als rein oberflächlich und kurzfristig wirkende Kosmetika aufgrund deren hohen Bioverfügbarkeit auch die für die Regeneration der Haut entscheidenden tiefere Schichten erreichen.

## Studien
Seit über zwei Jahrzehnten forschen Wissenschaftler zur Wirkung von Kollagen-Hydrolysat auf den Gelenkknorpel. Aber erst 2011 konnte die Forschungsgruppe von McAlindon et al. in einer klinisch kontrollierten Goldstandardstudie unter Anwendung objektiver Parameter wie dem MRI (Magnetic Resonance Imaging unter Einsatz der neuentwickelten dGEMRIC Technik) nachweisen, dass ein Kollagen-Hydrolysat mit kurzkettigen Kollagen-Peptiden nicht nur die Degeneration des Gelenkknorpels hemmen, sondern auch dessen Regeneration anregen kann.
Erste Studien der Universität Kiel haben Hinweise darauf gegeben, dass die Knorpelneubildung durch die Verabreichung von Kollagen-Hydrolysat begünstigt werden kann, und zeigen, dass die radioaktiv markierten kurzkettigen Kollagen-Peptide sich tatsächlich in den Gelenken anreichern und dort die Knorpelbildung anregen können. Damit konnten erstmals sowohl die sehr gute Bioverfügbarkeit als auch die Bioaktivität bestimmter Kollagen-Hydrolysate mit kurzkettigen Kollagen-Peptiden nachgewiesen werden. Die Langzeitstudie von McAlindon hat dann 2011 den eindeutigen klinischen Wirksamkeitsnachweis ergeben. Hunter und Henrotin kommen beide unabhängig ebenfalls 2011 zu dem Schluss, dass Kollagen-Hydrolysat einen vielversprechenden Nährstoff zur Erhaltung und Wiederherstellung der Gelenkstruktur und -funktion darstellt, und schließen sich damit der ersten vorsichtig positiven Bewertung von Moskowitz von 2000 an. Mehrere klinische Studien zeigten übereinstimmend einen starken Effekt auf Hautregeneration, Hautfeuchtigkeit und Hautelastizität von Kollagen-Hydrolysat mit kurzkettigen Oligopeptiden aus Kollagen. Die Faltentiefe konnte signifikant und nachhaltig reduziert werden. Das Hautbild wurde sichtbar und nachhaltig verbessert. Der altersbedingte Rückgang der Synthese von Kollagen und anderen Bestandteilen der extrazellulären Matrix der Haut konnte positiv beeinflusst werden. Diese Mechanismen werden auch als Grundlage für die positiven Effekte von Kollagen-Hydrolysat auf Personen mit Cellulite diskutiert. Eine doppelblinde placebokontrollierte klinische Studie an 105 Frauen konnte beispielsweise zeigen, dass die tägliche Aufnahme von 2,5 g Kollagen-Hydrolysat über einen Zeitraum von 6 Monaten die Hautdichte und Hautbeschaffenheit signifikant verbessert und die Cellulite-typischen Dellen reduziert.

## Kritik
Die europäische Behörde für Lebensmittelsicherheit (EFSA) erkennt ebenfalls die Ergebnisse der McAlindon Studie von 2011 an, erteilt aber keinen Health-Claim für Kollagen-Hydrolysat in Nahrungsergänzungsmitteln, da diese Studie an Arthrosekranken und nicht an gesunden Probanden durchgeführt wurde.
Die Verbraucherzentralen merken im Rahmen des Projekts Klartext Nahrungsergänzung an: „Für den generellen Nutzen von Kollagen-Hydrolysat bei Personen mit Knie-Arthrose gibt es nicht einmal im therapeutischen Bereich ausreichend gesicherte wissenschaftliche Beweise. Aufgrund der mangelhaften Studienlage führt die internationale Arthrosegesellschaft OARSI (Osteoarthritis Research Society International) Kollagen-Hydrolysat in ihren aktuellen Leitlinien für die Therapie der Kniegelenksarthrose nicht auf.“